# 카가보라지산
카가보라지산(버마어: ခါကာဘိုရာဇီ kʰàkàbò ɹàzì, 중국어 간체자: 开加博峰, 정체자: 開加博峯, 병음: Kāijiābó Fēng 또는 중국어: 卡加伯拉吉山)은 동남아시아에서 가장 높은 산이다. 미얀마, 인도, 중화인민공화국의 국경이 만나는 곳에 위치하며, 히말라야산맥의 동쪽 끝자락에 해당한다.